# Pristerodon
Pristerodon és un gènere extint de sinàpsids que visqueren durant el Permià mitjà i superior en allò que avui en dia és el sud d'Àfrica i el subcontinent indi, que en aquell temps formaven part del sud del supercontinent de Gondwana. Se n'han trobat restes fòssils a l'Índia, Sud-àfrica i Zàmbia. Fou un dels primers animals terrestres a desenvolupar un sentit de l'oïda basat en la transmissió del so per l'aire en lloc de les vibracions del sòl. Un espècimen sud-africà fou estudiat amb tomografia de neutrons i es descobrí que tenia el timpà al maxil·lar inferior, cosa que significaria que hauria perdut capacitat auditiva mentre mastegava. Thomas Henry Huxley descrigué aquest tàxon creient erròniament que era una sargantana.